# Michael Rostovtzeff
Michael Rostovtzeff, eller Michail Ivanovitj Rostovtsev, på ryska: Михаи́л Ива́нович Росто́вцев, född 29 oktober 1870 i Zjytomir, Ukraina, Kejsardömet Ryssland, död 20 oktober 1952 i New Haven, var en rysk historiker och arkeolog, professor i S:t Petersburg 1903–1918 och vid Yale 1925–1939. 
Rostovtzeff var sin tids främste kännare av antikens samhälle och ekonomi.
Rostovtzeff invaldes 1943 som utländsk ledamot av Kungliga Vetenskapsakademien.